# Christel Kasselmann
Christel Kasselmann (geb. vor 1976) ist eine deutsche Botanikerin und Aquaristin. Sie ist Expertin auf dem Gebiet der Aquarienpflanzen. Ihr offizielles botanisches Autorenkürzel lautet „Kasselm.“.

## Leben
Mit Aquarienpflanzen beschäftigt sie sich seit 1976. Sie hat 1995 mit ihrem Buch Aquarienpflanzen eines der Standardwerke zu diesem speziellen Gebiet der Aquaristik veröffentlicht. Dieses Buch liegt mittlerweile auch in englischer Übersetzung vor.
Auf einer Reihe von Tropenreisen hat sie die Lebensansprüche von Aquarienpflanzen studiert. Sie war Redakteurin der Wasserpflanzenzeitschrift Aqua-Planta, die vom Verband Deutscher Vereine für Aquarien- und Terrarienkunde herausgegeben wird.
Sie ist Erstbeschreiberin mehrerer Arten von Wasserpflanzen wie der Schwertpflanze Echinodorus decumbens und Limnophila wilsonii.

## Veröffentlichungen
Neben zahlreichen Aufsätzen in aquaristischen Fachmagazinen stammen folgende Bücher von Christel Kasselmann:
- Aquarienpflanzen. Ulmer Verlag, Stuttgart 1995; 4., überarbeitete und erweiterte Auflage 2019, ISBN 978-3-8186-0699-2.
- Pflanzenaquarien gestalten, Franckh-Kosmos Verlag, Stuttgart 2001, ISBN 3-440-08518-X
- Echinodorus: Die beliebtesten Aquarienpflanzen, Dähne Verlag, Ettlingen 2001, ISBN 3-921684-99-4